# Music Bank: The Videos
Music Bank: The Videos é uma compilação dos videoclipes da banda grunge estadunidense Alice in Chains, além de conter imagens da banda tocando canções inéditas de começo de carreira e entrevistas com os integrantes. Foi lançado em 1999, junto com o box-set com 3 CDs cobrindo a carreira do Alice in Chains, Music Bank.

## Faixas
1. "We Die Young (Art Institute Of Seattle Version)" (Cantrell)
2. "We Die Young" (Cantrell)
3. "Man In The Box" (Staley / Cantrell)
4. "Sea Of Sorrow" (Cantrell)
5. "Would?" (Cantrell)
6. "Them Bones" (Cantrell)
7. "Angry Chair" (Staley)
8. "Rooster" (Cantrell)
9. "What The Hell Have I?" (Cantrell)
10. "Down In A Hole" (Cantrell)
11. "No Excuses" (Cantrell)
12. "I Stay Away" (Staley / Cantrell / Inez)
13. "Grind" (Cantrell)
14. "Heaven Beside You" (Cantrell / Inez)
15. "Again" (Staley / Cantrell)
16. "Over Now (MTV Unplugged)" (Cantrell / Kinney)
17. "Get Born Again" (Staley / Cantrell)

## Elenco
- Layne Staley - vocal
- Jerry Cantrell - guitarra, vocal
- Mike Starr - baixo
- Sean Kinney - bateria
- Mike Inez - baixo